# 1-ша окрема важка механізована бригада (Україна)
1-ша окрема важка механізована Сіверська бригада (1 ОВМБр, в/ч А1815, пп В1688) — формування у складі Сухопутних військ Збройних сил України. За організаційно-штатною структурою бригада входить до складу Оперативного командування «Північ».

## Історія
Після проголошення незалежності України 292-й гвардійський танковий Новгородський Червонопрапорний орденів Кутузова, Богдана Хмельницького, Олександра Невського і Червоної Зірки полк 72-ї механізованої дивізії ввійшов до складу Збройних сил України. Напередодні цього, в 1990 році, полк був передислокований з місця постійної дислокації дивізії м. Біла Церква (Київська область) до смт Гончарівське (Чернігівська область). Номер в/ч 64517 був змінений на в/ч А1815.
У 1997 році в селищі Гончарівське на базі 292-го та 280-го танкового полку 25-ї механізованої дивізії створено 1-шу окрему танкову бригаду. Бригаді на вічне зберігання залишено Бойовий прапор, ордени та історичний формуляр 292-го гвардійського танкового полку.

### Євромайдан
22 січня 2014 року близько третьої години дня в Чернігові помітили 3 одиниці Т-64, які стояли на залізничних платформах на станції Чернігів Північний. Техніку доставили на автоплатформах МАЗ з смт Гончарівського Чернігівського району з 1-ї танкової бригади. Озвучувалося декілька версій: про перекидання її на придушення Євромайдану, про передислокацію до військової частини в Одеській області, а також інші версії, що ширилися серед людей. Командир бригади Андрій Грицьков з пресою не спілкувався, а військові вручили журналістці аркуш паперу, в якому було сказано, що бригада, як і усі Збройні сили України, не втручатиметься у внутрішньополітичніу ситуацію в країні.

### Російсько-українська війна
З березня 2014 року бере участь у відбитті російської агресії. Бригаду підняли по тривозі, танкісти висунулися ближче до державного кордону з Російською Федерацією, на випадок вторгнення. Перебували в районі Глухова, Прилук, пізніше — під Ярмолинцями.
12 лютого 2015 року, під час боїв за Дебальцеве, рота 1-ї танкової бригади капітана Олександра Мороза була направлена в район Логвинового. В ній з п'яти танків Т-64БМ «Булат» на завдання вийшли три. Навідник у танку Олександра — старший сержант Федір Матюша. Танки вийшли з села Луганського і прикривали лівий фланг сил 30-ї бригади, що йшли на Логвинове. Українські танкісти у 20-хвилинному бою ліквідували щонайменш 3 російських Т-72 5-ї танкової бригади РФ.
4 липня 2018 року завершилися спільні навчання «Північна фортеця — 2018» 3-ї окремої танкової бригади і 1-ї окремої танкової бригади у Чернігівській області.

### Російське вторгнення в Україну (2022)
1-ша окрема танкова Сіверська бригада обороняла Чернігів під час російського вторгнення в Україну 2022 року.
18 липня 2025 року стало відомо, що 1-ша окрема танкова Сіверська бригада в ході триваючої реформи танкових підрозділів була переформатована у першу окрему важку механізовану бригаду.

## Структура
- управління, штаб
- 1-й танковий батальйон[11]
- 2-й танковий батальйон[11]
- 3-й танковий батальйон[12]
- механізований батальйон[13]
- бригадна артилерійська група
  - батарея управління та артилерійської розвідки
  - самохідний артилерійський дивізіон
  - самохідний артилерійський дивізіон (2С3 «Акація»)[11]
  - реактивний артилерійський дивізіон (БМ-21 «Град»)[11]
- зенітний ракетно-артилерійський дивізіон
- розвідувальна рота[11]
- польовий вузол зв'язку
- група інженерного забезпечення
- група матеріального забезпечення
- ремонтно-відновлювальний батальйон
- медична рота
- рота РХБ захисту
- комендантський взвод
- взвод снайперів
- пожежний взвод

Після 24.02.22
- Батальон безпілотних авіаційних комплексів[14](Раніше рота БпЛА)

## Озброєння

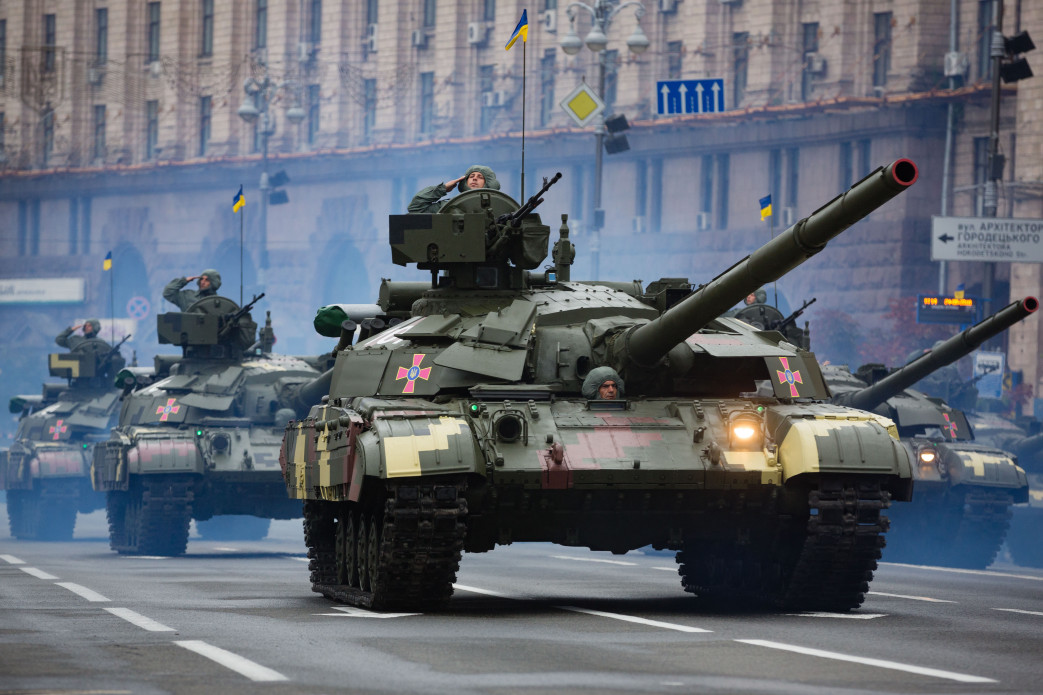
Танки «Булат» бригади на параді 2016 р.

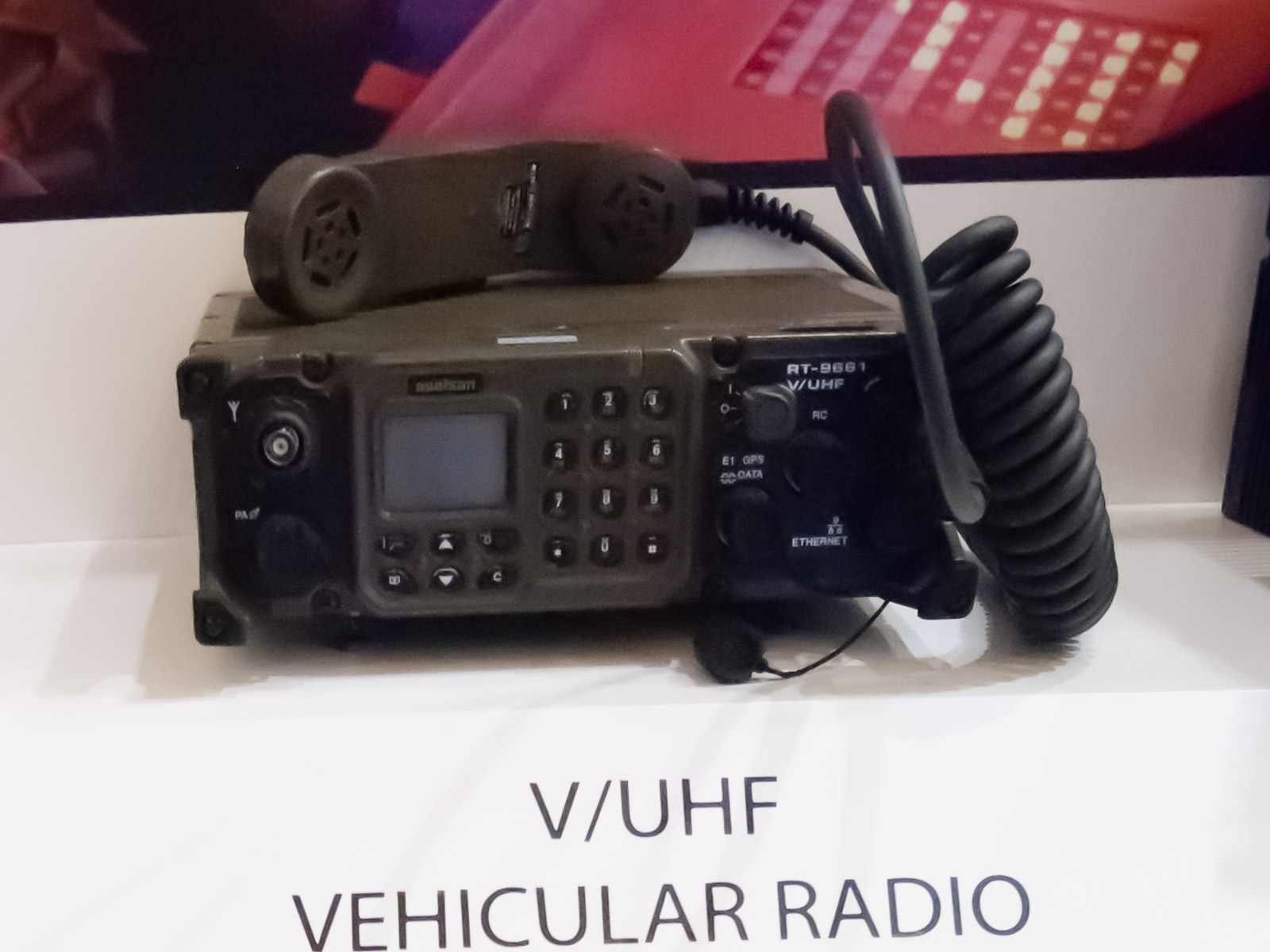
Радіостанція Aselsan, якою обладнана техніка бригади з 2019 р.

1-ша танкова бригада — єдина у Збройних силах України, на озброєнні якої перебувають модернізовані українські танки Т-64БМ «Булат». Бойові машини оснащені високоточною зброєю та сучасними керованими ракетами «Комбат», мають потужні двигуни, системи динамічного захисту та наведення.
- Т-64БВ[15], Т-80БВ[16]
- Т-64БМ «Булат»
- БМП-1[17]
- 2С6 «Тунгуска»
- 2С3 «Акація»[18], БМ-21 «Град»[11], 2С1 «Гвоздика»[19]
- Д-30[20], М777[21]

24 липня 2019 року бригада відзвітувала, що на бригадній техніці встановлені радіостанції Aselsan стандарту DMR (Digital Mobile Radio). Ці станції забезпечують зв'язок між пристроями компаній Aselsan і Motorola, оскільки пристрої обох компаній перебувають на озброєнні українських підрозділів.
Після 2022 року трофейна техніка бригади були:
- Т-72[24], Т-80[25], Т-90А[26]

## Командування
- (01.09.1997 ― 03.07.1999) полковник Замана Володимир Михайлович
- (03.07.1999 ― 10.02.2003) полковник Михеєвський Сергій Андрійович
- (10.02.2003 ― 30.08.2005) полковник Танцюра Ігор Іванович
- (30.08.2007 ― 28.08.2009) полковник Шпак Ігор Володимирович
- (16.12.2008 ― 30.04.2015) полковник Грицьков Андрій Миколайович[27][28][6]
- (30.04.2015 ― 03.05.2016) полковник Зобнін Олексій Вікторович
- (03.05.2016 ― 31.08.2017) полковник Маленко Сергій Андрійович (з 2014[перевірити] — в.о. комбрига, затверджений у 2016)[29]
- (21.11.2017 ― 04.01.2019) полковник Біліченко Олег Васильович[30]
- (04.01.2019 ― 28.05.2020) полковник Межаков Юрій Володимирович[31]
- (19.09.2020 ― серпень 2024) полковник Хода Леонід Олексійович[32][33][34]
- (із серпня 2024) підполковник Олег Могульський[33][34]

## Втрати
Станом на лютий 2018 року, за даними Книги пам'яті, бригада втратила в боях загиблими 53 бійці.

## Традиції
18 листопада 2015 року, в рамках загальновійськової реформи, указом Президента України Петра Порошенка була затверджена назва військової частини — 1 окрема гвардійська танкова бригада замість колишньої назви 1 окрема гвардійська танкова Новгородська орденів Червоного Прапора, Кутузова, Богдана Хмельницького, Олександра Невського і Червоної Зірки бригада.
22 серпня 2016 року, в рамках загальновійськової реформи, указом Президента України Петра Порошенка було виключено з ужитку гвардійське звання.
23 серпня 2017 року, з метою відновлення історичних традицій національного війська щодо назв військових частин, зважаючи на зразкове виконання поставлених завдань, високі показники в бойовій підготовці та з нагоди 26-ї річниці незалежності України, указом Президента України Петра Порошенка бригаді присвоєне почесне найменування «Сіверська». 24 серпня 2017 року, на параді до Дня незалежності України, Президент України Петро Порошенко вручив бригаді бойове знамено.
24 вересня 2022 року 1 окрема танкова Сіверська бригада указом Президента України Володимира Зеленського відзначена почесною відзнакою «За мужність та відвагу».

### Символіка
На емблемі бригади, що затверджена 18 червня 2019 р., в чорному полі зображено срібного коня в обладунку. Головну фігуру нарукавного знака взято з історичного герба Сіверської землі XVII століття.

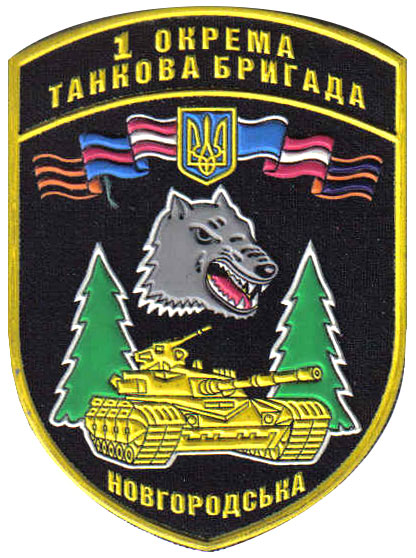
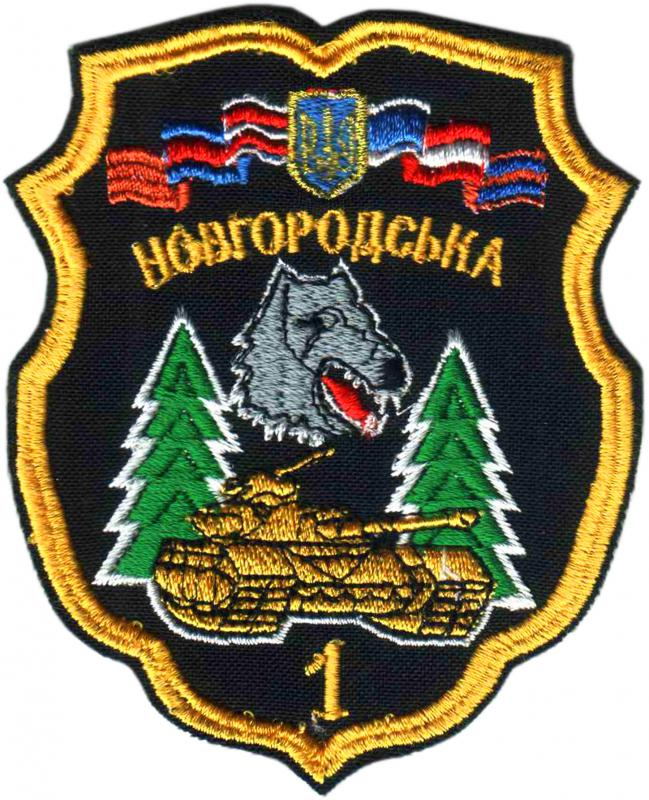
2009
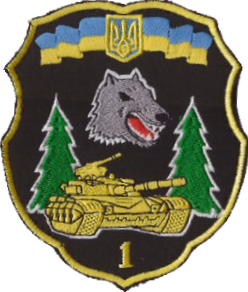
2016
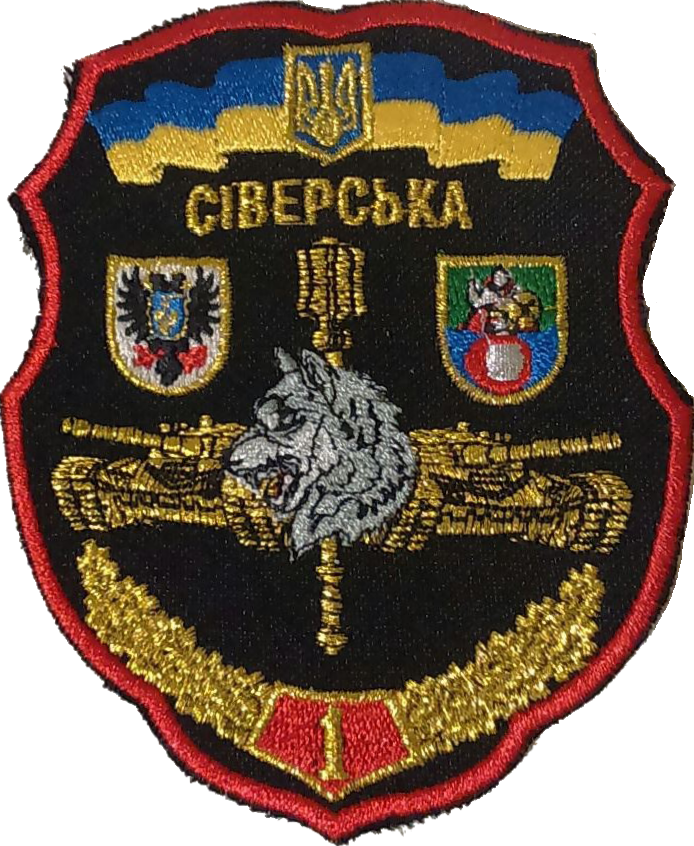
2017
2019

## Вшанування

### Нагороджені
Найвищими державними нагородами відзначені:
- Хода Леонід Олексійович — полковник, командир бригади. Герой України (2022).

## Галерея

Навчання 2016
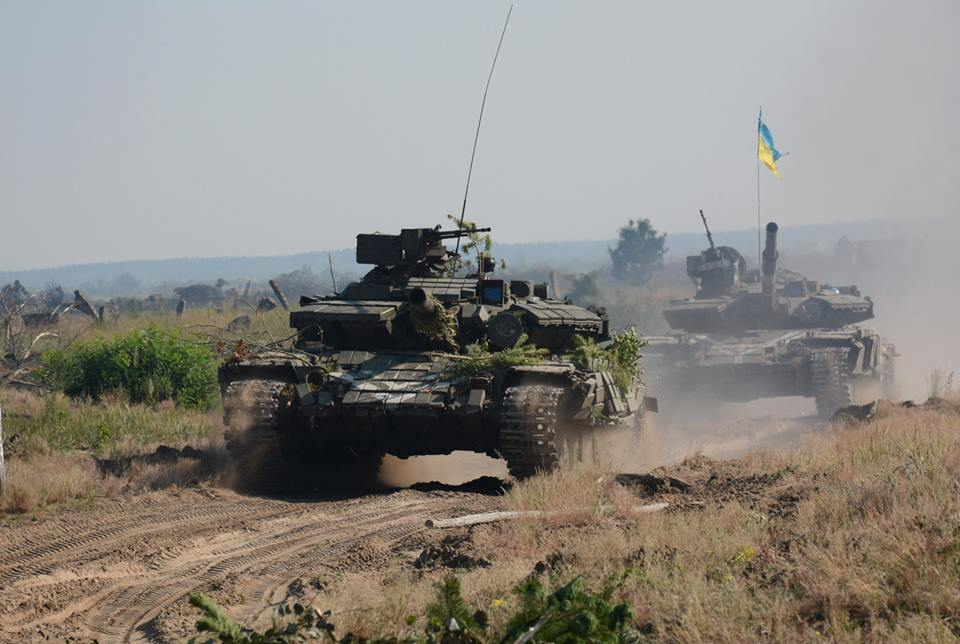
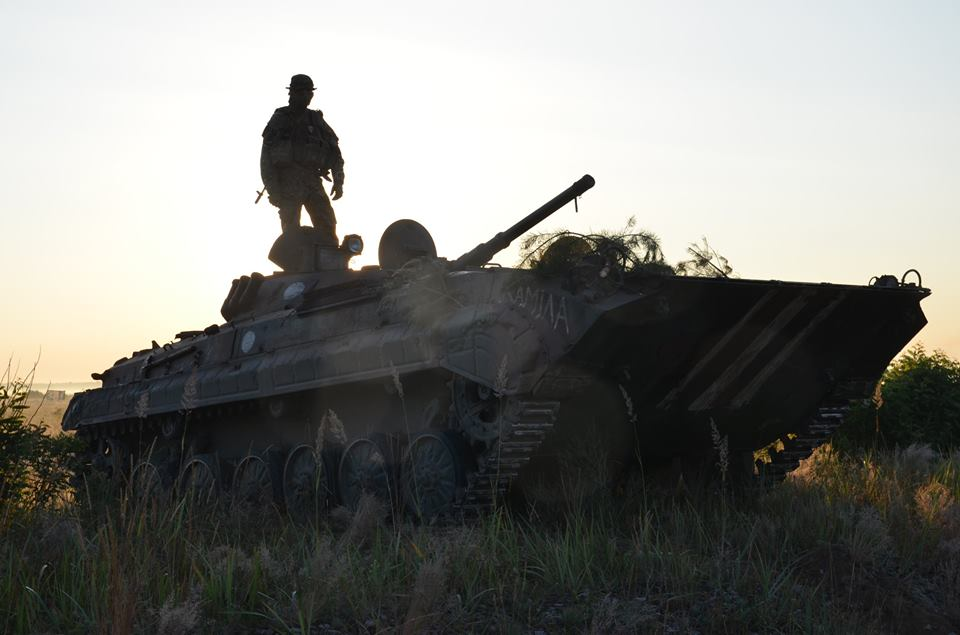
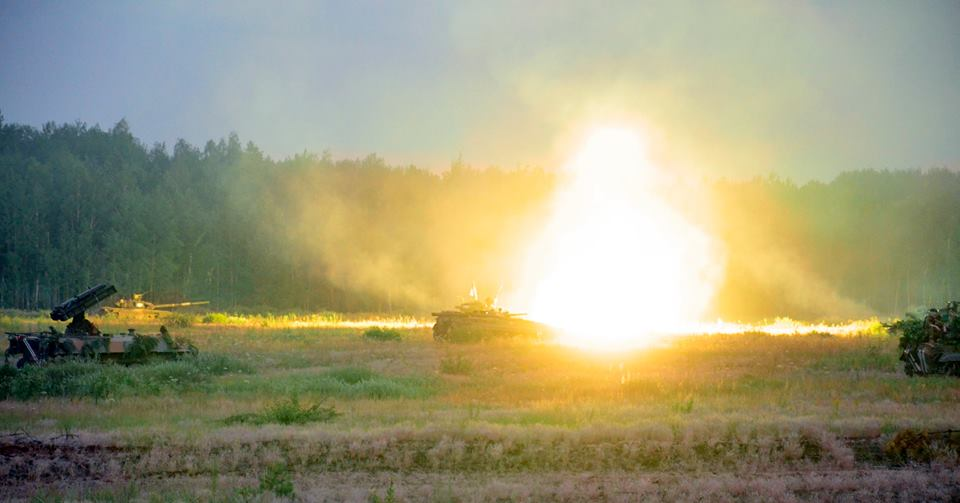
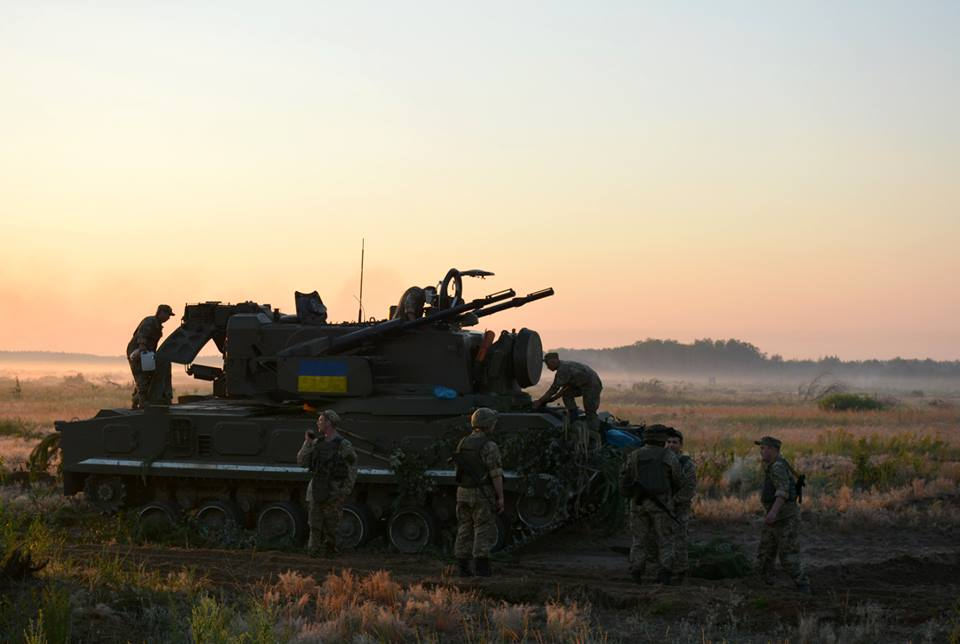